# Laura Asadauskaitė
Laura Asadauskaitė, född den 29 februari 1984 i Vilnius, Litauiska SSR, Sovjetunionen, är en litauisk idrottare inom modern femkamp.
Hon tog OS-guld i damernas moderna femkamp i samband med de olympiska tävlingarna i modern femkamp 2012 i London. Vid olympiska sommarspelen 2020 i Tokyo tog Asadauskaitė silver i modern femkamp.